# أحمد الثنيان (لاعب كرة قدم)
أحمد عبد العزيز الثنيان (مواليد 2 يوليو 1990) هو لاعب كرة قدم سعودي.
مثل نادي هجر في الفئات السنية ولعب مع نادي الجيل.